# 马克思主义论坛
马克思主义论坛（德語：Marxistisches Forum，缩写为MF）是德国左翼党的一个派系，属于党内左翼，奉行古典马克思主义。
1995年6月6日，马克思主义论坛在柏林成立，作为当时的民主社会主义党的一个派系。该派系的发言人包括乌韦·希克施、克劳斯·霍普克和库尔特·佩佐尔德。该派系的许多成员同时也是共产主义纲领、反资本主义左翼、格拉对话/社会主义对话或社会主义左翼等派系的成员。该派系称：“我们认为应该捍卫德意志民主共和国，因为它是在极为复杂的条件下，为创建一种与资本主义剥削和阶级社会不同的社会，所做的合法且在许多方面成功的尝试。这个社会没有剥削、超级富豪、失业、丛林法则、教育特权和战争欲望。我们反对将民主德国诬蔑为‘不正义国家’，反对长期以来使用“前民主德国”而非“民主德国”、“市场经济”而非“资本主义”等表达方式上的语言操纵。”
北莱茵-威斯特法伦州高级行政法院（2009年）和科隆行政法院将马克思主义论坛定性为违宪组织。德国联邦宪法保护局称马克思主义论坛由具有正统共产主义倾向的左翼党成员组成，并将其定为左翼极端组织。在2019年和2020年的宪法保护报告中，马克思主义论坛不再被提及。
根据2006年宪法保护报告，当时马克思主义论坛约有60名成员。根据2018年宪法保护报告，当时马克思主义论坛有400名“成员/支持者”，这一数字与马克思主义论坛的自我描述一致。此外，在过去的民主社会主义党萨克森州分支内部，还有一个独立的工作组“萨克森马克思主义论坛”。